# Magical Girl Boy
Magical Girl Boy, connue au Japon sous le nom de Mahō Shōjo Ore (魔法少女俺, litt. « Je suis une Magical Girl »), est une série de manga écrite et dessinée par Icchokusen Mōkon. Le manga a été prépublié dans le magazine de prépublication de manga Comic Be de Fusion Product entre novembre 2012 et février 2014, et a été compilé en deux volumes tankōbon,. La version française est publiée par Akata depuis février 2017,. Une suite est en cours de parution depuis le 13 avril 2018,.
Dans les pays anglophones, la série est également connue sous le nom de Magical Girl Ore.
Une adaptation en série télévisée d'animation par le studio Pierrot+ est diffusée pour la première fois au Japon entre le 2 avril et 18 juin 2018,.

## Synopsis
Saki Uno, idole impopulaire et lycéenne, découvre que sa mère, Sayori, était une « magical girl », mais, à cause de problèmes de dos, elle a dû lui laisser sa place. Avec l'aide d'un personnage-mascotte ressemblant à un yakuza et appelé Kokoro, Saki est capable de se transformer en « Magical Girl Boy » (魔法少女オレ, Mahō Shōjo Ore) pour combattre les démons à l'apparence mignonne qui menacent de kidnapper celui dont elle est amoureuse, Mohiro. Malheureusement pour elle, sa forme de magical girl est celle d'un homme grand et musclé dans un petit uniforme mignon de fille, la rendant très gênée. La situation devient encore plus compliquée quand Mohiro est attiré par la forme virile de Magical Boy de Saki, et Sakuyo, la partenaire idole de Saki, révèle sa propre attirance pour la véritable apparence de cette dernière.

## Personnages
Saki Uno (卯野 さき, Uno Saki)
Voix japonaise : Ayaka Ohashi, Kaito Ishikawa (Magical Girl)
Chanteuse du duo d'idoles « Magical Twin », qui n'a pas encore connu de véritable succès. Elle s'est transformée en « Magical Girl Boy » pour sauver le garçon dont elle est amoureuse, Mohiro, qui se faisait kidnapper par des démons.
Sakuyo Mikage (御翔 桜世, Mikage Sakuyo)
Voix japonaise : Sachika Misawa, Wataru Hatano (Magical Girl)
L'amie de Saki et membre des Magical Twin. Elle a également la capacité de se transformer en une « magical girl » pour protéger celle dont elle est amoureuse, Saki, en lui avouant ses sentiments.
Mohiro Mikage (御翔 桃拾, Mikage Mohiro)
Voix japonaise : Toshiyuki Toyonaga
Chanteur du duo populaire « STAR☆PRINCE » et le frère de Sakuyo qui semble rarement parler ou exprimer ses sentiments en dehors de ses concerts. Mohiro se retrouve attiré par « Magical Girl Boy ».
Hyôe (兵衛, Hyōe)
Voix japonaise : Kōji Yusa
Partenaire de Mohiro du duo STAR☆PRINCE d'ailleurs c'est lui qui entraîna Mohiro pour devenir une star. Saki et Sakuyo le trouvaient louche et le soupçonnaient d'être le chef des démons, mais il s'avère qu'il est le prince des fées.
Konami Yamo (矢茂 小波, Yamo Konami)
Voix japonaise : Shōtarō Morikubo
Il est le manager de Saki et de Sakuyo. Il adore les magical girls. Il se révèle plus tard être à la tête des démons qui tentent de kidnapper Mohiro.
Sayori Uno (卯野 さより, Uno Sayori)
Voix japonaise : Aya Hisakawa
La mère de Saki et une ancienne magical girl. Elle est la plus expérimentée du milieu selon Kô, mais elle a dû se retirer à cause de problèmes de dos.
Kokoro (ココロちゃん, Kokoro-chan)
Voix japonaise : Kazuya Ichijō
Surnommé Kô (コーさん, Kō-san) par Sayori. Malgré son apparence et comportement de yakuza, il est une mascotte diplômée venant du monde de la magie qui accompagne les magical girls.
Ichigo Fujimoto (藤本 一郷, Fujimoto Ichigō)
Voix japonaise : Megumi Ogata
C'est un homme bionique faisant partie d'une fratrie de 6 enfants. Il s'autoproclame « justicier » de la ville qu'il défendait avant même que Saki ne devienne Magical Girl Boy et lui révèle qu'elle est le portrait craché de son prédécesseur, à savoir Sayori. Il déteste tellment les Magical Girls qu'il leur déclare la guerre.
Michiru Mikawa (王川 未散, Ōkawa Michiru) / Magical Girl Eternal Dangerous Pretty (魔法少女エターナルデンジャラスプリティ, Mahō Shōjo Etānaru Denjarasu Puriti)
Voix japonaise : Yukari Tamura, Kishō Taniyama (Magical Girl)
Un personnage original de la série d'animation. Une idole aux cheveux blonds formant le duo « Prisma ». Personnage tsundere, elle n'est pas honnête avec ses propres sentiments et a un caractère explosif tout en étant naïve, ce qui ne fait que renforcer l'attirance de Ruka pour elle. Elle est également attirée par Magical Girl Boy. Happy lui a proposé un contrat pour se transformer en magical girl.
Ruka Kiryû (桐生 瑠可, Kiryū Ruka) / Magical Girl Everything Crazy Beauty (魔法少女エブリシングクレイジービューティー, Mahō Shōjo Eburishingu Kureijī Byūtī)
Voix japonaise : Yumi Uchiyama, Tatsuhisa Suzuki (Magical Girl)
Un personnage original de la série d'animation. Une idole aux cheveux argentés membre du duo Prisma. Michiru et elle se connaissent depuis plus de 5 ans et est la plus mature des deux. Happy lui a aussi proposé un contrat pour se transformer en magical girl. L'amour qu'elle porte pour sa partenaire lui permet de se transformer immédiatement.
Happy (ハッピーちゃん, Happī-chan)
Voix japonaise : Yū Hayashi
Un personnage original de la série d'animation. Il est une mascotte qui admire Kokoro et fera tout pour gagner son attention comme proposer un contrat avec le duo Prisma.

## Production et supports

### Manga
Écrit et dessiné par Icchokusen Mōkon, Mahō Shōjo Ore a été prépublié entre le 10e numéro et le 22e numéro du magazine de prépublication de manga Comic Be de Fusion Product, respectivement paru le 13 novembre 2012 et le 13 février 2014,. La série a été compilée en deux volumes tankōbon. Une suite est publiée depuis le 13 avril 2018,,.
En janvier 2017, Akata a annoncé l'obtention de la licence du manga pour la version française sous le nom Magical Girl Boy et a publié les deux volumes en février 2017,.

#### Liste des volumes
| no | Japonais        | Japonais          | Français        | Français          |
| no | Date de sortie  | ISBN              | Date de sortie  | ISBN              |
| -- | --------------- | ----------------- | --------------- | ----------------- |
| 1  | 24 février 2014 | 978-4-8939-3891-6 | 23 février 2017 | 978-2-3697-4107-7 |
| 2  | 24 février 2014 | 978-4-8939-3893-0 | 23 février 2017 | 978-2-3697-4108-4 |

### Anime
Une adaptation en anime avait été annoncée en été 2014,. C'est en décembre 2017 qu'il a été confirmé qu'il s'agit d'une série télévisée d'animation, réalisée par Itsurō Kawasaki au studio d'animation Pierrot+ dont il est également le scénariste avec les character designs confiés à l'animatrice Yukiko Ibe,. Celle-ci est diffusée pour la première fois au Japon entre le 2 avril et 18 juin 2018 sur AT-X, et un peu plus tard sur Tokyo MX, SUN et KBS. Douze épisodes composent la série d'animation, répartis dans quatre coffrets Blu-ray/DVD. Coproducteur de la série, Crunchyroll détient les droits de diffusion en streaming de l’anime dans le monde entier, excepté au Japon et en Chine.
Ayaka Ōhashi interprète la chanson de l’opening de la série intitulée NOISY LOVE POWER☆ tandis que celle de l'ending de la série, intitulée Garasu no Ginga (硝子の銀河), est chantée par le duo STAR☆PRINCE, un groupe composé des personnages de Mohiro et de Hyôe respectivement doublé par Toshiyuki Toyonaga et Kōji Yusa,,.
Une avant-première spéciale des deux premiers épisodes a été diffusée le 25 mars 2018 sur AT-X,. Les deux premiers épisodes ont également été disponibles en avant-première sur Crunchyroll à la même date.

#### Liste des épisodes
| No | Titre français                         | Titre japonais        | Titre japonais                | Date de 1re diffusion |
| No | Titre français                         | Kanji                 | Rōmaji                        | Date de 1re diffusion |
| -- | -------------------------------------- | --------------------- | ----------------------------- | --------------------- |
| 1  | Magical Girl ☆ Transformation          | 魔法少女☆変身         | Mahō Shōjo ☆ Henshin          | 25 mars 2018          |
| 2  | Magical Girl ☆ Boy                     | 魔法少女☆オレ         | Mahō Shōjo ☆ Ore              | 25 mars 2018          |
| 3  | Magical Girl ☆ Multiplication          | 魔法少女☆増えた       | Mahō Shōjo ☆ Fueta            | 16 avril 2018         |
| 4  | Magical Girl ☆ Contre l'homme bionique | 魔法少女☆対改造人間   | Mahō Shōjo ☆ Tai kaizō ningen | 23 avril 2018         |
| 5  | Magical Girl ☆ En voyage               | 魔法少女☆旅行中       | Mahō Shōjo ☆ Ryokō-chū        | 30 avril 2018         |
| 6  | Magical Girl ☆ Aux sources chaudes     | 魔法少女☆温泉営業     | Mahō Shōjo ☆ Onsen eigyō      | 7 mai 2018            |
| 7  | Magical Girl ☆ Leçon                   | 魔法少女☆レッスン     | Mahō Shōjo ☆ Ressun           | 14 mai 2018           |
| 8  | Magical Girl ☆ Séance de dédicaces     | 魔法少女☆握手会       | Mahō Shōjo ☆ Akushu-kai       | 21 mai 2018           |
| 9  | Magical Girl ☆ Nouvelles recrues       | 魔法少女☆また増えた   | Mahō Shōjo ☆ Mata fueta       | 28 mai 2018           |
| 10 | Magical Girl ☆ La Traque               | 魔法少女☆ストーキング | Mahō Shōjo ☆ Sutōkingu        | 4 juin 2018           |
| 11 | Magical Girl ☆ La Bataille finale      | 魔法少女☆最終決戦     | Mahō Shōjo ☆ Saishū kessen    | 11 juin 2018          |
| 12 | Magical Girl ☆ Maiden                  | 魔法少女☆私           | Mahō Shōjo ☆ Watashi          | 18 juin 2018          |

### Sources
1. 1 2  (ja) « COMIC Be vol.10 », sur comicbox.co.jp, 13 novembre 2012 (consulté le 9 avril 2018)
2. 1 2  (ja) « COMIC Be vol.22 », sur comicbox.co.jp, 13 février 2014 (consulté le 9 avril 2018)
3. 1 2  « Le Magical Girl Boy enchante le catalogue d'Akata ! », sur manga-news, 12 janvier 2017 (consulté le 9 avril 2018)
4. 1 2  SHKareshi, « Annonce : Magical Girl Boy », sur Akata, 12 janvier 2017 (consulté le 9 avril 2018)
5. 1 2  (en) Crystalyn Hodgkins, « Magical Girl Ore Manga Gets Sequel Starting on April 13 : Show's anime adaptation premieres on Monday, streaming on Crunchyroll now », sur Anime News Network, 4 avril 2018 (consulté le 9 avril 2018)
6. 1 2  Kylooe, « Magical Girl Boy s'offre une suite : On a hâte ! », sur Crunchyroll, 2 avril 2018 (consulté le 9 avril 2018)
7. 1 2  (en) Alex Mateo, « Mahō Shōjo Ore Anime's 2nd Promo Video Reveals April 2 Debut : Takeshi Nakatsuka composes music, Toshiyuki Toyonaga & Koji Yusa perform ending theme », sur Anime News Network, 28 février 2018 (consulté le 9 avril 2018)
8. 1 2  (ja) « オンエアー », sur Site officiel (consulté le 9 avril 2018)
9. 1 2  (en) Karen Ressler, « Magical Girl Ore Anime's Trailer, Visual Shows Gender-Swapped Magical Girls : Ayaka Ohashi, Sachika Misawa join cast of spring 2018 anime », sur Anime News Network, 28 décembre 2017 (consulté le 9 avril 2018)
10. 1 2 3  (en) Rafael Antonio Pineda, « Mahō Shōjo Ore Manga Gets TV Anime Starring Kaito Ishikawa, Wataru Hatano : Rental Magica's Itsuro Kawasaki directs anime at Pierrot+ », sur Anime News Network, 7 décembre 2017 (consulté le 9 avril 2018)
11. 1 2 3 4 5  (en) « Mahō Shōjo Ore Anime Casts Toshiyuki Toyonaga, Kōji Yusa, Showtaro Morikubo : Idols, manager cast in Spring gender-swapping magical girl anime », sur Anime News Network, 17 janvier 2018 (consulté le 9 avril 2018)
12. ↑  (ja) « キャラクター : 改造人間一郷（藤本一郷） », sur Site officiel (consulté le 25 avril 2018)
13. 1 2  (en) Rafael Antonio Pineda, « Magical Girl Ore Anime Casts Yukari Tamura, Yumi Uchiyama : Tamura, Uchiyama join anime as characters unique to anime », sur Anime News Network, 10 avril 2018 (consulté le 17 avril 2018)
14. 1 2  (en) Egan Loo, « Magical Girl Boy Anime Casts Kishō Taniyama, Tatsuhisa Suzuki : Cast as magical girls unique to the upcoming anime, & not in original manga », sur Anime News Network, 24 mars 2018 (consulté le 9 avril 2018)
15. ↑  (ja) « COMIC Be vol.64 », sur comicbox.co.jp, 13 avril 2018 (consulté le 17 avril 2018)
16. ↑  (ja) « 「魔法少女 俺」アニメ化進行中 », sur chil-chil.net,‎ 25 juin 2014 (consulté le 9 avril 2018)
17. ↑  Yuki-Jade, « Une adaptation animée pour Mahô Shôjo Ore : Une magical girl musclée ! », sur Crunchyroll, 5 août 2014 (consulté le 9 avril 2018)
18. ↑  BokuNoPegase, « Magical Girl Boy met le paquet sur son animé : La magical girl et sa braguette magique », sur Crunchyroll, 8 décembre 2017 (consulté le 14 avril 2018)
19. ↑  (en) Rafael Antonio Pineda, « Magical Girl Ore Anime Listed With 12 Episodes », sur Anime News Network, 2 avril 2018 (consulté le 9 avril 2018)
20. 1 2  GoToon, « ANNONCE : Magical Girl Boy en simulcast sur Crunchyroll : Avant-première et auteur invité à Polymanga », sur Crunchyroll, 2 mars 2018 (consulté le 25 février 2018)
21. ↑  (en) Rafael Antonio Pineda, « Ayaka Ohashi Performs Magical Girl Ore Anime's Opening Song : Ohashi also plays protagonist Saki Uno in spring 2018 gender-swapping magical girl anime », sur Anime News Network, 10 janvier 2018 (consulté le 9 avril 2018)
22. ↑  (en) Rafael Antonio Pineda, « Magical Girl Ore Anime Reveals New Cast Members, Ending Song Artists : Toshiyuki Toyonaga, Koji Yusa play idol characters, sing ending for spring anime », sur Anime News Network, 9 février 2018 (consulté le 9 avril 2018)
23. ↑  (ja) « ミュージック », sur Site officiel (consulté le 9 avril 2018)
24. ↑  (ja) « ニュース : AT-X第１話・第２話 先行特別放送が決定！ », sur Site officiel,‎ 28 février 2018 (consulté le 9 avril 2018)

### Œuvres
Édition japonaise
Mahō Shōjo Ore
1. ↑  (ja) « 魔法少女 俺【上】 », sur comicbox.co.jp (consulté le 9 avril 2018)
2. ↑  (ja) « 魔法少女 俺【下】 », sur comicbox.co.jp (consulté le 9 avril 2018)

Édition française
Magical Girl Boy
1. ↑  (fr) « Magical Girl Boy T.1 », sur Akata (consulté le 9 avril 2018)
2. ↑  (fr) « Magical Girl Boy T.2 », sur Akata (consulté le 9 avril 2018)